# Михаил (Кочетов)
Архиепископ Михаил (в миру Михаил Нестерович Кочетов; 1860, Дубовка — 6 апреля 1944, Волгоградская область) — предстоятель Русской древлеправославной церкви с титулом «Архиепископ Московский и всея Руси».

## История
Родился 1860 году (?) в городе Дубовка (ныне Волгоградской области).
В юности покинул родительский дом и поступил послушником в старообрядческий Малиновский монастырь, располагавшийся в селе Малиново Семёновского уезда Нижегородской губернии. В этой обители Михаил принял монашество.
В 1924 году архиепископом Николой (Поздневым) рукоположён во иеромонаха, а впоследствии избран настоятелем и возведён в сан архимандрита.
6 июля 1936 года в Городце Нижегородской области в храме святого пророка Илии Архиепископом Стефаном (Расторгуевым) в со служении епископа Городецкого Павла (Носова) игумен Михаил (Кочетов) был возведён в архиерейский чин на Романово-Борисоглебскую кафедру.
После того, как в сентябре 1937 года архиепископ Стефан (Расторгуев) был репрессирован советскими карательными органами, епископ Михаил был избран новым Предстоятелем Русской Древлеправославной Церкви. Его интронизация состоялась в конце мая 1938 года.
Фактически все духовенство тогда находилось на нелегальном положении. Михаил в мирской одежде странствовал по стране из прихода в приход в глубокой тайне рукополагая духовенство.
Скончался 6 апреля 1944 года вблизи Малиновского монастыря, в котором он подвизался долгие годы.